# ジーン・チョウ
ジーン・チョウ / （조지인、Ji-In Cho、1976年12月20日 - ）は在独韓国人の歌手。ドイツのタレント発掘・育成テレビ番組『フェイム・アカデミー』の出身で、ソロやポップス・バンドのビカム・ワンを経て、ヘヴィ・メタル・バンドのクリプテリアで活動。

## 来歴
幼稚園生の時から歌手になることを夢見ていたチョウは、6歳になったときからピアノを習い始める。
音楽はケルン音楽大学で学び、ケルン大学で神学も専攻した。この頃から様々なプロジェクトやバンドに参加し、劇場でも歌うなどしている。
2001年に出演したタレント・コンテスト番組『ポップスターズ』では成功できなかったが、2003年の『フェイム・アカデミー』でのパフォーマンスが認められ、アラニス・モリセットのカバー「アイロニック」をシングルでリリース。チャートで31位のヒットになった。番組の勝者6人からなるグループ、ビカム・ワンを結成し、アルバム1枚とシングル2枚を発表、シングル「I Don't Need Your Alibis」はチャート16位になる。その後解散した。
『フェイム・アカデミー』で音楽を制作していたクリス・シーモンズ、S.C. クシュネルスと番組で知り合い、彼らのバンド、クリプテリアのシングル「リベラシオ」制作に参加、商業的な成功を収めて2004年12月にバンドの正式シンガーとして加入した。

## ディスコグラフィ

### ソロ
- アイロニック Ironic （2003） ［シングル］

### ビカム・ワン
- I Don't Need Your Alibis （2003） ［シングル］
- 1 （2004） ［アルバム］
- Come Clean （2004） ［シングル］

### クリプテリア
- Liberatio （2005） ［シングル］
- In Medias Res （2005） ［アルバム］
- Victoriam Speramus （2005） ［シングル］
- Evolution Principle （2006） ［EP］
- ブラッドエンジェルズ・クライ Bloodangel's Cry （2007） ［アルバム］